# Nuno Bico
Nuno Miguel Bico Alves Matos (3 juli 1994) is een Portugees wielrenner die anno 2019 rijdt voor Burgos-BH.

## Carrière
In 2015 werd Bico nationaal wegkampioen bij de beloften door met een voorsprong van bijna zeven minuten op Ruben Guerreiro solo over de finish te komen. Een jaar later verruilde hij zijn ploeg Rádio Popular voor het Tsjechische Klein Constantia, de opleidingsploeg van Etixx-Quick Step. Dat jaar werd hij onder meer zevende in het eindklassement van de Ronde van Alentejo en zevende in de beloftenversie van Luik-Bastenaken-Luik. Zijn nationale titel wist hij niet te verlengen, omdat Guerreiro en Hugo Nunes voor hem eindigden.
In 2017 werd Bico prof bij Movistar Team. Zijn debuut voor de Spaanse formatie maakte hij op Mallorca, waar hij alle vier de manches van de Challenge Mallorca reed. In maart maakte hij zijn eerste opwachting in de World Tour, toen hij aan de start stond van Milaan-San Remo. Bij zijn debuut in La Primavera eindigde hij op plek 119.

## Overwinningen
2015
 Portugees kampioen op de weg, Beloften

## Resultaten in voornaamste wedstrijden
| Jaar | Ronde van Italië | Ronde van Frankrijk | Ronde van Spanje |
| ---- | ---------------- | ------------------- | ---------------- |
| 2017 |                  |                     |                  |
| 2018 |                  |                     |                  |
| 2019 |                  |                     | 153e (laatste)   |

| Jaar | Milaan-San Remo | Gent-Wevelgem | Ronde van Vlaanderen | Parijs-Roubaix | Ronde van Lombardije |
| ---- | --------------- | ------------- | -------------------- | -------------- | -------------------- |
| 2017 | 119e            | opgave        | opgave               | opgave         | 98e                  |
| 2018 |                 |               | opgave               | 91e            |                      |
| 2019 |                 |               |                      |                |                      |

## Ploegen
- 2013 –  Rádio Popular-Onda
- 2014 –  Rádio Popular
- 2015 –  Rádio Popular-Boavista
- 2016 –  Klein Constantia
- 2017 –  Movistar Team
- 2018 –  Movistar Team
- 2019 –  Burgos-BH

Bico · Bokeloh · Cavagna · García · Kasperkiewicz · Lehky · Mas · Molly · Narváez · Schachmann · Schlegel · Schreurs · Sisr · Lecroq (stagiair)
Amador · Anacona · Arcas · Barbero · Bennati · Betancur · Bico · Carapaz · Carretero · Castroviejo   · de la Parte · Dowsett · Erviti · Fernández · Jesús Herrada · José Herrada · Izagirre · Malori · Moreno · Oliveira · Pedrero · D. Quintana · N. Quintana · Rojas · Soler · Sutherland · Sütterlin · Valverde
Amador · Anacona · Arcas · Barbero · Bennati · Betancur · Bico · Carapaz · Carretero · Castrillo · de la Parte · Erviti · Fernández · Landa · Oliveira · Pedrero · D. Quintana · N. Quintana · Rojas · Rosón · Sepúlveda · Soler · Sütterlin · Valls · Valverde 
Bico · Bol · Cabedo · Cubero · Ezquerra · Fernandes · Fuentes · Gibson · Langellotti · López · Madrazo · Mitri · Peñalver · Robredo · Rubio · Sessler · Sureda · Vilela